# Championnat du monde junior de hockey sur glace 2001
Navigation
Édition précédente Édition suivante
Le Championnat du monde junior de hockey sur glace 2001 a eu lieu du 26 décembre 2000 au 5 janvier 2001 à Moscou en Russie.

## Résultats

### Groupe A
|            | PJ | V | D | N | BP | BC | PTS |
| ---------- | -- | - | - | - | -- | -- | --- |
| Tchéquie   | 4  | 4 | 0 | 0 | 20 | 4  | 8   |
| États-Unis | 4  | 3 | 1 | 0 | 21 | 8  | 6   |
| Suède      | 4  | 2 | 2 | 0 | 13 | 8  | 4   |
| Slovaquie  | 4  | 1 | 3 | 0 | 10 | 15 | 2   |
| Kazakhstan | 4  | 0 | 4 | 0 | 4  | 33 | 0   |

### Groupe B
|             | PJ | V | D | N | BP | BC | PTS |
| ----------- | -- | - | - | - | -- | -- | --- |
| Finlande    | 4  | 3 | 0 | 1 | 13 | 5  | 7   |
| Russie      | 4  | 2 | 1 | 1 | 19 | 8  | 5   |
| Canada      | 4  | 2 | 1 | 1 | 20 | 9  | 5   |
| Suisse      | 4  | 1 | 2 | 1 | 12 | 15 | 3   |
| Biélorussie | 4  | 0 | 4 | 0 | 2  | 29 | 0   |

### Relégation
Au meilleur des deux matches

2 janvier
- Kazakhstan 2-5 Biélorussie

3 janvier
- Biélorussie 5-5 Kazakhstan

Le Kazakhstan est relégué en division I pour le championnat du monde junior de hockey sur glace 2002.

### Ronde éliminatoire

#### Quarts-de-finale
2 janvier
- Russie 2-3 Suède
- République tchèque 4-3 Suisse
- Finlande 3-1 Slovaquie
- États-Unis 1-2 Canada

#### Demi-finales
3 janvier
- République tchèque 1-0 Suède
- Canada 2-5 Finlande

#### Matchs de classement
3 janvier
- Russie 2-3 Suisse
- États-Unis 3-2 Slovaquie

5 janvier
- 7e place : Russie 4-3 Slovaquie
- 5e place : États-Unis 4-0 Suisse

#### Médaille de bronze
5 janvier
- Canada 2-1 Suède

#### Médaille d'or
5 janvier
- République tchèque 2-1 Finlande

### Classement final
| Rang | Équipe             |
| ---- | ------------------ |
| 1    | République tchèque |
| 2    | Finlande           |
| 3    | Canada             |
| 4    | Suède              |
| 5    | USA                |
| 6    | Suisse             |
| 7    | Russie             |
| 8    | Slovaquie          |
| 9    | Biélorussie        |
| 10   | Kazakhstan         |

### Meilleurs pointeurs
| Nom              | PJ | B | A | PTS | PUN |
| ---------------- | -- | - | - | --- | --- |
| Pavel Brendl     | 7  | 4 | 6 | 10  | 8   |
| Jani Rita        | 7  | 8 | 1 | 9   | 0   |
| Jon Disalvatore  | 7  | 6 | 3 | 9   | 2   |
| Vaclav Nedorost  | 7  | 4 | 5 | 9   | 0   |
| Andy Hilbert     | 7  | 4 | 5 | 9   | 6   |
| Jeff Taffe       | 7  | 6 | 2 | 8   | 6   |
| Zdeněk Blatný    | 7  | 5 | 2 | 7   | 6   |
| Ville Hamalainen | 7  | 4 | 3 | 7   | 0   |
| Jamie Lundmark   | 7  | 4 | 3 | 7   | 6   |
| Rostislav Klesla | 7  | 3 | 4 | 7   | 4   |

### Meilleurs gardiens de but
(Ayant joué un minimum de 90 minutes)
| Nom              | MIN | BC | MOY  | BL | %ARR   |
| ---------------- | --- | -- | ---- | -- | ------ |
| Tomas Duba       | 420 | 8  | 1,14 | 2  | 94,7 % |
| Rick DiPietro    | 360 | 8  | 1,33 | 1  | 92,7 % |
| Ari Ahonen       | 358 | 8  | 1,34 | 1  | 93,3 % |
| Maxime Ouellet   | 398 | 10 | 1,51 | 1  | 94,2 % |
| Henrik Lundqvist | 419 | 13 | 1,86 | 0  | 92,3 % |

## Division I
Le championnat de division I s'est joué du 10 au 16 décembre 2000 à Landsberg am Lech en Allemagne.

### Groupe A
|          | PJ | G | P | N | BP | BC | PTS |
| -------- | -- | - | - | - | -- | -- | --- |
| Ukraine  | 3  | 3 | 0 | 0 | 13 | 5  | 6   |
| Norvège  | 3  | 1 | 1 | 1 | 8  | 7  | 3   |
| Autriche | 3  | 1 | 1 | 1 | 11 | 12 | 3   |
| Pologne  | 3  | 0 | 3 | 0 | 7  | 15 | 0   |

### Groupe B
|           | PJ | G | P | N | BP | BC | PTS |
| --------- | -- | - | - | - | -- | -- | --- |
| France    | 3  | 2 | 1 | 0 | 7  | 6  | 4   |
| Allemagne | 3  | 2 | 1 | 0 | 7  | 3  | 4   |
| Lettonie  | 3  | 1 | 1 | 1 | 9  | 12 | 3   |
| Italie    | 3  | 0 | 2 | 1 | 5  | 7  | 1   |

### Poule d'accession
|           | PJ | G | P | N | BP | BC | PTS |
| --------- | -- | - | - | - | -- | -- | --- |
| France    | 3  | 2 | 1 | 0 | 4  | 9  | 4   |
| Allemagne | 3  | 2 | 1 | 0 | 8  | 5  | 4   |
| Ukraine   | 3  | 1 | 2 | 0 | 6  | 7  | 2   |
| Norvège   | 3  | 1 | 2 | 0 | 12 | 9  | 2   |

### Poule de relégation
|          | PJ | G | P | N | BP | BC | PTS |
| -------- | -- | - | - | - | -- | -- | --- |
| Autriche | 3  | 2 | 0 | 1 | 16 | 11 | 5   |
| Pologne  | 3  | 2 | 1 | 0 | 19 | 15 | 4   |
| Italie   | 3  | 0 | 1 | 2 | 10 | 14 | 2   |
| Lettonie | 3  | 0 | 2 | 1 | 11 | 16 | 1   |

La France est promue en division Élite, la Lettonie est reléguée en division II.

## Division II
Le championnat de la Division II s'est joué du 30 décembre 2000 au 3 janvier 2001 à Elektrenai en Lettonie. 

### Groupe A
|          | PJ | G | P | N | BP | BC | PTS |
| -------- | -- | - | - | - | -- | -- | --- |
| Japon    | 3  | 3 | 0 | 0 | 26 | 4  | 6   |
| Danemark | 3  | 2 | 1 | 0 | 22 | 13 | 4   |
| Croatie  | 3  | 0 | 2 | 1 | 7  | 21 | 1   |
| Hongrie  | 3  | 0 | 2 | 1 | 10 | 27 | 1   |

### Groupe B
|             | PJ | G | P | N | BP | BC | PTS |
| ----------- | -- | - | - | - | -- | -- | --- |
| Slovénie    | 3  | 3 | 0 | 0 | 17 | 4  | 6   |
| Lituanie    | 3  | 2 | 1 | 0 | 11 | 10 | 4   |
| Royaume-Uni | 3  | 1 | 2 | 0 | 6  | 13 | 2   |
| Estonie     | 3  | 0 | 3 | 1 | 3  | 10 | 0   |

### Matchs de classement
- Hongrie 5-3 Estonie
- Danemark 4-5 Lituanie
- Croatie 6-7 Royaume-Uni
- Japon 3-4 Slovénie

La Slovénie est promue en division I, l'Estonie est reléguée en division III.

## Division III
Le championnat de la Division III s'est joué du 1 au 4 janvier 2001 à Belgrade en Yougoslavie.

### Groupe A
|                | PJ | G | P | N | BP | BC | PTS |
| -------------- | -- | - | - | - | -- | -- | --- |
| Espagne        | 3  | 3 | 0 | 0 | 20 | 4  | 6   |
| RF Yougoslavie | 3  | 2 | 1 | 0 | 20 | 9  | 4   |
| Bulgarie       | 3  | 0 | 2 | 0 | 5  | 14 | 2   |
| Mexique        | 3  | 0 | 3 | 0 | 3  | 21 | 0   |

### Groupe B
|                | PJ | G | P | N | BP | BC | PTS |
| -------------- | -- | - | - | - | -- | -- | --- |
| Pays-Bas       | 3  | 3 | 0 | 0 | 30 | 3  | 6   |
| Roumanie       | 3  | 2 | 1 | 0 | 26 | 7  | 4   |
| Afrique du Sud | 3  | 0 | 2 | 1 | 10 | 29 | 1   |
| Australie      | 3  | 0 | 2 | 1 | 7  | 34 | 1   |

### Matchs de classement
- Mexique 5-3 Australie
- Bulgarie 3-2 Afrique du Sud
- Yougoslavie 3-5 Roumanie
- Espagne 1-6 Pays-Bas

Les Pays-Bas sont promus en division II.

## Qualification pour la division III
Les matchs qualificatifs pour la Division III se sont déroulés à Luxembourg du 26 au 28 avril 2001.
|            | PJ | G | P | N | BP | BC | PTS |
| ---------- | -- | - | - | - | -- | -- | --- |
| Islande    | 2  | 2 | 0 | 0 | 26 | 3  | 4   |
| Luxembourg | 2  | 1 | 1 | 0 | 12 | 6  | 2   |
| Irlande    | 2  | 0 | 2 | 0 | 1  | 30 | 0   |

L'Islande est qualifiée pour la division III.

## Source
- (en) Cet article est partiellement ou en totalité issu de l’article de Wikipédia en anglais intitulé « 2001 World Junior Ice Hockey Championships » (voir la liste des auteurs).